# Ленґово (Олецький повіт)
Ленґово (пол. Łęgowo, нім. Lengowen) — село в Польщі, у гміні Олецько Олецького повіту Вармінсько-Мазурського воєводства.
Населення — 102 особи (2011).
У 1975-1998 роках село належало до Сувальського воєводства.

## Демографія
Демографічна структура станом на 31 березня 2011 року:
|          | Загалом | Допрацездатний вік | Працездатний вік | Постпрацездатний вік |
| -------- | ------- | ------------------ | ---------------- | -------------------- |
| Чоловіки | 52      | 9                  | 36               | 7                    |
| Жінки    | 50      | 14                 | 25               | 11                   |
| Разом    | 102     | 23                 | 61               | 18                   |